# 岡田吉夫
岡田 吉夫（おかだ よしお、1926年8月11日 - 2002年6月22日）は兵庫県神戸市出身のサッカー選手、サッカー指導者。ポジションはFB。元丸紅参与。

## 経歴
兵庫県立第一神戸中学校（現：兵庫県立神戸高等学校）時代は賀川浩らと共に活躍。神戸高等工業学校（神戸大学工学部の前身）を経て、早稲田大学に進学して、ア式蹴球部に所属した。1950年に大学を卒業して大平鉱山（岡山県）に入社した。
関学クラブ在籍時の1951年2月11日、全関西戦で日本代表として初出場した。以降は1951年のアジア大会、1954 FIFAワールドカップ・予選、1954年のアジア大会などに出場。合計で国際Aマッチ7試合に出場した。
また、1990年代には早稲田大学ア式蹴球部女子の監督を務めた。
2002年6月22日、東京都八王子市で心不全により死去した。

## 所属クラブ
- 兵庫県立第一神戸中学校
- 神戸高等工業学校
- 早稲田大学/早大WMW
- 関学クラブ
- 六甲クラブ[3]

## 代表歴

### 出場大会
- 1951年アジア競技大会におけるサッカー競技
- 1954 FIFAワールドカップ・予選
- 1954年アジア競技大会におけるサッカー競技

### 試合数
- 国際Aマッチ 7試合 0得点(1951-1954)

| 日本代表 | 国際Aマッチ | 国際Aマッチ | その他 | その他 | 期間通算 | 期間通算 |
| 年       | 出場        | 得点        | 出場   | 得点   | 出場     | 得点     |
| -------- | ----------- | ----------- | ------ | ------ | -------- | -------- |
| 1951     | 3           | 0           | 6      | 0      | 8        | 0        |
| 1952     | 0           | 0           | 1      | 0      | 1        | 0        |
| 1953     | 0           | 0           | 2      | 0      | 2        | 0        |
| 1954     | 4           | 0           | 0      | 0      | 4        | 0        |
| 通算     | 7           | 0           | 9      | 0      | 16       | 0        |

### 出場
| No. | 開催日         | 開催都市     | スタジアム         | 対戦相手       | 結果       | 監督     | 大会               |
| --- | -------------- | ------------ | ------------------ | -------------- | ---------- | -------- | ------------------ |
| 1.  | 1951年03月07日 | ニューデリー |                    | イラン         | △0-0(延長) | 二宮洋一 | アジア大会         |
| 2.  | 1951年03月08日 | ニューデリー |                    | イラン         | ●2-3       | 二宮洋一 | アジア大会         |
| 3.  | 1951年03月09日 | ニューデリー |                    | アフガニスタン | ○2-0       | 二宮洋一 | アジア大会         |
| 4.  | 1954年03月07日 | 東京都       | 明治神宮外苑競技場 | 韓国           | ●1-5       | 竹腰重丸 | ワールドカップ予選 |
| 5.  | 1954年03月14日 | 東京都       | 明治神宮外苑競技場 | 韓国           | △2-2       | 竹腰重丸 | ワールドカップ予選 |
| 6.  | 1954年05月01日 | マニラ       |                    | インドネシア   | ●3-5       | 竹腰重丸 | アジア大会         |
| 7.  | 1954年05月03日 | マニラ       |                    | インド         | ●2-3       | 竹腰重丸 | アジア大会         |